# Haßberge
Haßberge là một huyện ở bang Bayern, Đức. Huyện này giáp (từ đông bắc theo chiều kim đồng hồ): Coburg, Bamberg, Schweinfurt và Rhön-Grabfeld, và bang Thuringia (huyện Hildburghausen).
Huyện đã được lập năm 1972 thông qua việc sáp nhập các huyện of Haßfurt, Ebern và Hofheim.
Huyện được đặt tên theo dãy đồi Haßberge nằm ở phía nam biên giới Thuringian, đây là một kéo dài của dãy núi Rhön. Phía nam của các đồi là sông Main chảy qua huyện từ đông sang tây. Phía nam sông là rừng Steigerwald

## Thị xã và đô thị
| Thị xã                                                                  | Đô thị | |
| ----------------------------------------------------------------------- | --- | --- |
| 1. Ebern 2. Eltmann 3. Haßfurt 4. Hofheim 5. Königsberg 6. Zeil am Main | 1. Aidhausen 2. Breitbrunn 3. Bundorf 4. Burgpreppach 5. Ebelsbach 6. Ermershausen 7. Gädheim 8. Kirchlauter 9. Knetzgau 10. Maroldsweisach | 1. Oberaurach 2. Pfarrweisach 3. Rauhenebrach 4. Rentweinsdorf 5. Riedbach 6. Sand am Main 7. Stettfeld 8. Theres 9. Untermerzbach 10. Wonfurt |